# Neues Landgut

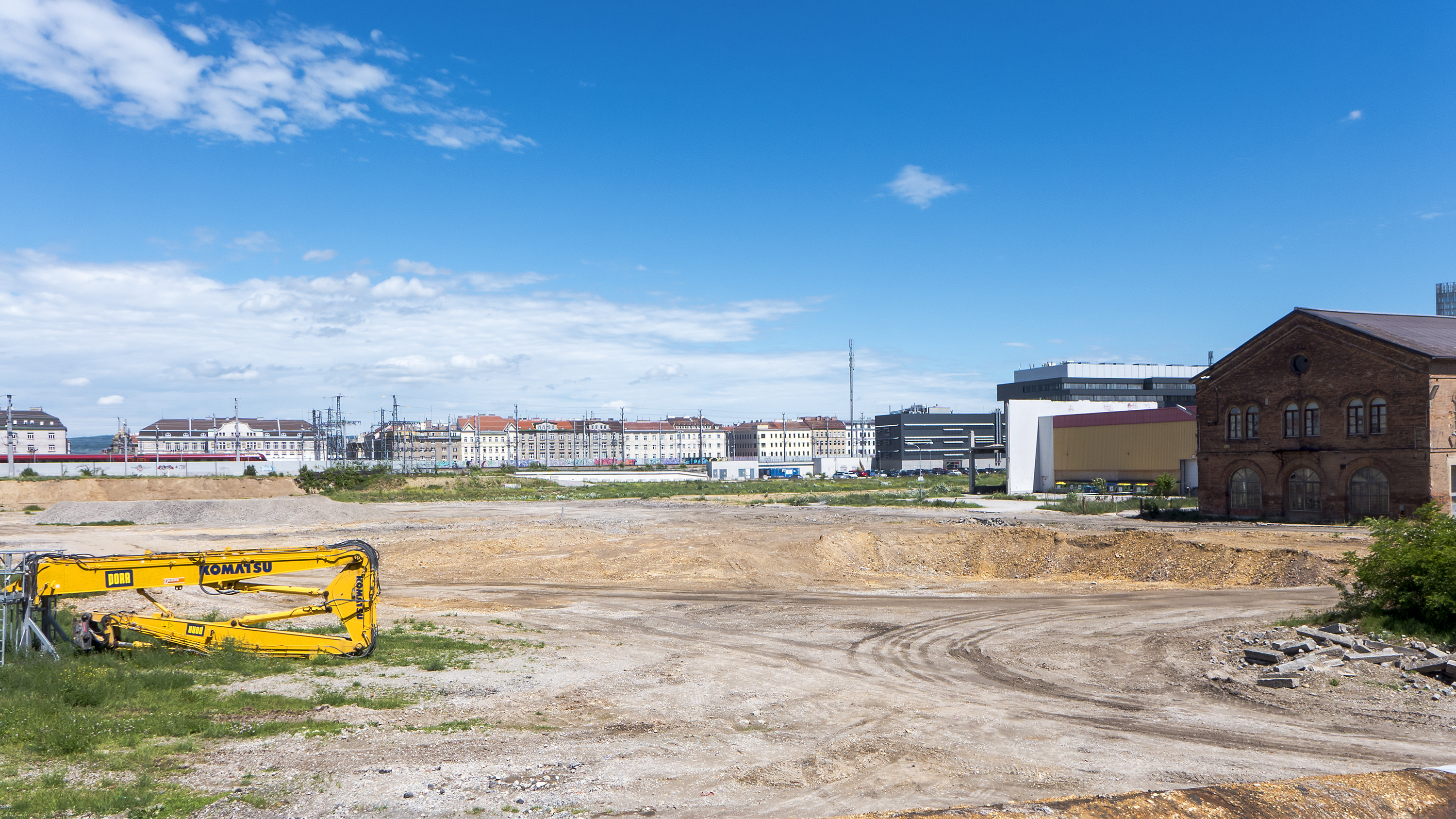
Ansicht des Areals im Jahr 2020

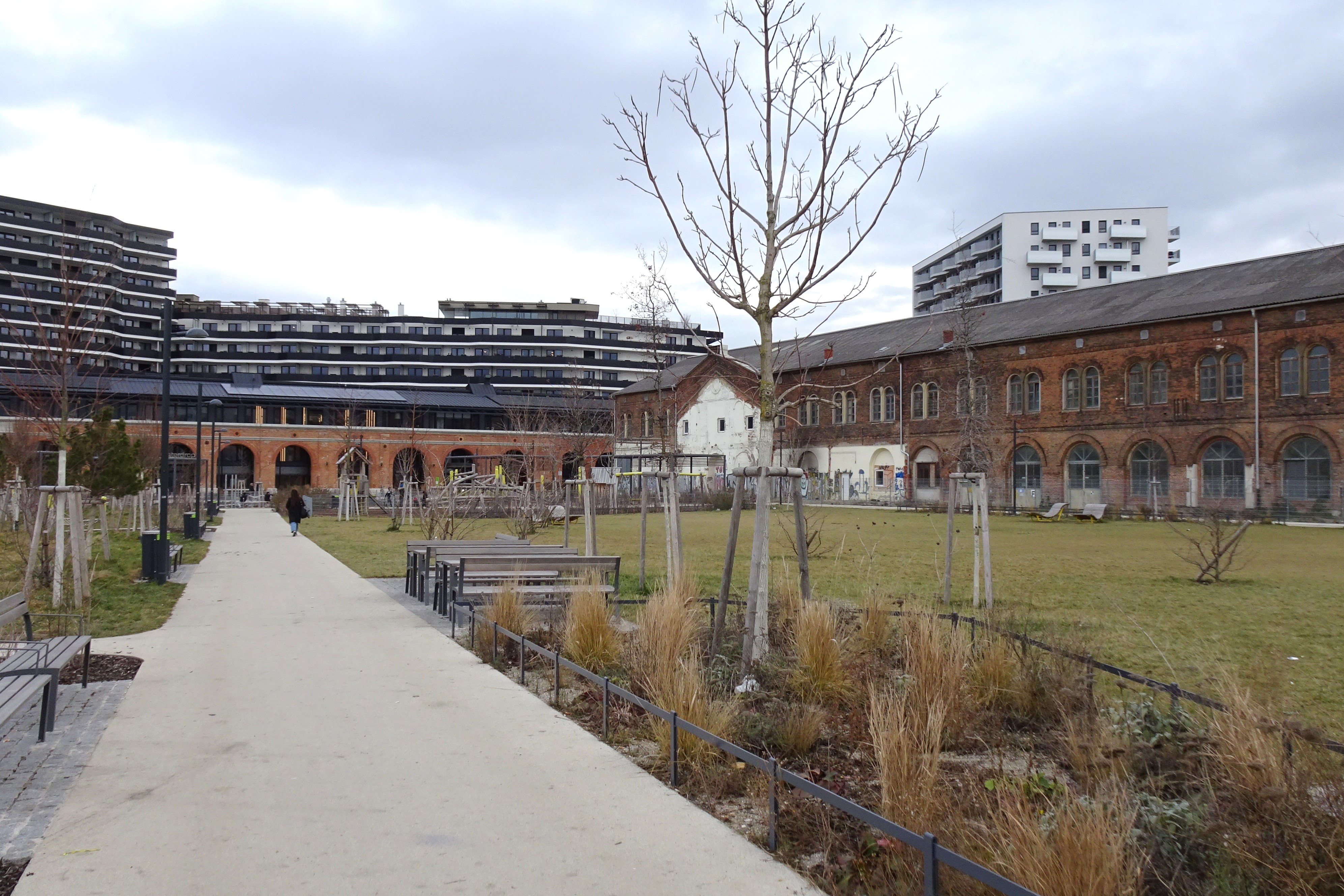
Walter Kuhn-Park mit Gösserhalle (links im Hintergrund) und Inventarhalle (rechts)

Unter dem Namen Neues Landgut entsteht ein Stadtviertel nahe dem Hauptbahnhof im 10. Wiener Gemeindebezirk Favoriten. Angekündigt wurde das Projekt im Mai 2020.
Der Name Neues Landgut nimmt auf das Alte Landgut Bezug und ergibt sich daraus, dass die Landgutgasse die südliche Begrenzung des Areals ist.
Auf dem ehemals dem Güterverkehr der Bundesbahnen gewidmeten Areal (Güterumschlagplatz des Südbahnhofes), das von der Laxenburger Straße (mit Straßenbahnlinie O, Haltestellen Südtiroler Platz und Columbusplatz), der Landgutgasse und der Südbahnstrecke begrenzt wird, entstehen insgesamt rund 1.500 Wohnungen.
Die historische Gösserhalle, ehemaliger Lagerraum für Gösser Bier in der Laxenburger Straße 2B, wurde nach den Planungen des Architektenteams AllesWirdGut in das Projekt einbezogen, wobei der Großteil als Büroräume gestaltet wurde, aber auch von einem Gastronomiebetrieb genutzt wird. Das Gebäude wurde entkernt, allerdings wurde die historische Klinkerfassade teilweise restauriert, die es ähnlich einer Curtain wall von außen einrahmt. Die danebengelegene Inventarhalle bleibt dagegen erhalten.
Im Zentrum des Areals befindet sich der nach dem ÖAAB-Funktionär und Bezirksvorsteher-Stellvertreter benannte Walter-Kuhn-Park, für den 2023 der Spatenstich erfolgte.
Die Station Wien Hauptbahnhof (Südtiroler Platz) der U1 ist der wichtigste Verkehrsknoten beim Neuen Landgut.
Das Areal ist eine der nicht mehr benötigten Bahnflächen, die nach 2000 aufgegeben wurden und wo Wohnviertel in Bau oder Planung sind. Die anderen sind das Sonnwendviertel, das Nordbahnviertel und die noch nicht begonnene Nachnutzung des Nordwestbahnhofs.
2023 wurde der 3000 Quadratmeter große Elisabeth-Sundt-Platz eröffnet.
2024 wurde der Willi-Resetarits-Hof, ein 165 Wohnungen umfassender Gemeindebau, fertiggestellt. Die künstlerische Ausgestaltung, die Willi Resetarits gewidmet ist, übernahm Johanna Kandl.
Etwa zur selben Zeit wurde der unmittelbar daneben (auf Landgutgasse 30) gelegene Bildungscampus Innerfavoriten mit Kindergarten, Volksschule, Mittelschule und Musikschule eröffnet.